# リリアン・ガルシア
リリアン・ガルシア（'Lilian Annette Garcia、女性、1966年8月19日 - ）は、アメリカ合衆国のリングアナウンサー、歌手である。サウスカロライナ州フローレンス出身。リングネームは本名と同じ。
父はアメリカ陸軍士官で、そのファミリーネーム通りスペイン系であり、少女時代は父の赴任地であったマドリードで過ごす。そのため、南部での興行などでは稀にスペイン語でコールする場合もある。

## 来歴
小さな頃から音楽に情熱を注ぎ、高校時代はバンドのボーカルを担当するなどプロの歌手を目指していた。サウスカロライナ大学を優秀な成績で卒業し、またミス・サウスカロライナのコンテストでは決勝にも勝ち上がった経歴を持つ。
1999年にWWEのリングアナウンサーとしてデビュー。今でこそWWEの看板リングアナであるが、クリス・ベノワをクリス・ジェリコと素で間違ってコールし場内を騒然とさせるなど、デビュー当初はコールミスが多かった。
WWEディーヴァの一人ではあるが、基本的にはストーリーラインには絡まない。稀な例として、2002年には先輩リングアナウンサーハワード・フィンケルと抗争になったことがある。また2005年にはギミック上、ヴィセラの恋人という元にストーリーが組まれたことがあったが話は尻切れとんぼに終わっていた。しかし2006年5月のショーの最中にチャーリー・ハースが彼女に激突、リングから振り落とされる事件が起こった（これがショーの内容なのか本当の事故なのかは不明であるが、WWEはこの事件を台本に載せていくことにした。チャーリー・ハースの項も参照。）。以降、ハースとヴィセラの抗争に巻き込まれるなど、時たまではあるがアングルへ参加することもある。
彼女が興行開始前に歌うアメリカ、カナダなどの各国歌は、ショーのウリのひとつでもある。またプロの歌手としてCDデビューもしている。ただ、2005年2月4日のさいたまスーパーアリーナ大会「ROAD TO WRESTLEMANIA 21 JAPAN TOUR」の際には『君が代』の独唱は行われなかった（タジリに習いはしたようだが、WWEが日本国内の君が代問題に配慮したため）。NFL、NBAなどの試合前でも同様に国家斉唱が行われるが、こちらにもゲストとして招かれて歌声を披露することも多い。
エディ・ゲレロと同じラテン系であり、親交があった。
約10年の長期に渡りWWEを裏から支えてきた彼女であったが、一般人男性との結婚を機に2009年9月21日のRAW・TVショーをもって一度は引退した。
しかし、2010年4月19日のRAWではスーパースターたちが火山噴火の影響でヨーロッパ公演からアメリカに帰国できなかったこともあり、一夜限りの電撃復帰を果たした。
2011年12月5日にWWEよりリリアンの復帰が宣言された。彼女はスマックダウン専属となる。
2016年7月自身のTwitterでWWEからの退団を発表。理由は父親の闘病に付き添う為。

## 参照
1. ↑  The Sumter Daily Item - Jul 9, 1983（当時16歳のリリアン・ガルシアの記事を掲載）